# Tringa solitaria
Tringa solitaria là một loài chim trong họ Scolopacidae.